# Pih
Pih (également typographié PIH ou PeIHa), de son vrai nom Adam Piechocki (né le 9 septembre 1977 à Białystok) est un rappeur polonais. Ancien membre des groupes JedenSiedem (pl) et Skazani na Sukcezz (pl). Il est actif en tant qu'artiste solo depuis 2000.
Il collabore également avec des artistes et des groupes tels que Chada, Trzeci Wymiar, Sokół, Pro8l3m, Magiera, WSRH, Ero, Drużyna Mistrzów, Teka, Ten Typ Mes, Peja, Pezet, Bonson, Pawbeats et Paktofonika. Dans le cadre de ses apparitions en tant qu'invité, il participe à l'enregistrement de plus de 80 albums.

## Biographie

### Études
Diplômé de la faculté de droit de l'université de Białystok.

### Carrière
En 2000, avec le groupe JedenSiedem (Pih et Tymi), il enregistre l'album Wielka niewiadoma, publié par un label underground. DJ 600V est responsable de la production de l'album et le refrain de l'un des titres est chanté par Reni Jusis. Après la sortie de l'album, les rappeurs participent à plusieurs enregistrements, notamment avec Wzgórz Ya-Pa 3. En 2001, Hirek Wrona invite le groupe à se produire lors du 38e festival de la chanson polonaise à Opole, et peu de temps après, le groupe se sépare.
En 2012, le rappeur, aux côtés d'artistes tels que Pjus, Tadek, Lukasyno et Juras, fait partie du comité de soutien honoraire de la Marche de l'indépendance (pl).